# Regentenstraße (Mönchengladbach)
Die Regentenstraße ist eine Straße in der nordrhein-westfälischen Großstadt Mönchengladbach. Sie beginnt im Stadtteil Gladbach an der Viersener Straße, verläuft südlich der B 57 in nordöstlicher Richtung und endet nach etwa 1,2 Kilometern im Stadtteil Eicken, wenn sie an die Eickener Straße stößt.

## Baudenkmäler
Über die gesamte Regentenstraße verteilt stehen zahlreiche denkmalgeschützte Wohn- bzw. Wohngeschäftshäuser, die gegen Ende des 19. Jahrhunderts erbaut wurden. Zu diesen gehören die Häuser:
- Regentenstraße 3
- Regentenstraße 5
- Regentenstraße 7
- Regentenstraße 11
- Regentenstraße 37–39
- Regentenstraße 41
- Regentenstraße 43
- Regentenstraße 45
- Regentenstraße 49
- Regentenstraße 51
- Regentenstraße 57
- Regentenstraße 59a
- Regentenstraße 89
- Regentenstraße 91
- Regentenstraße 101
- Regentenstraße 103
- Regentenstraße 105
- Regentenstraße 108
- Regentenstraße 109
- Regentenstraße 110
- Regentenstraße 111
- Regentenstraße 112
- Regentenstraße 113
- Regentenstraße 115
- Regentenstraße 117
- Regentenstraße 133–135
- Regentenstraße 138
- Regentenstraße 139 a–d
- Regentenstraße 139–141
- Regentenstraße 143–145
- Regentenstraße 156
- Regentenstraße 158
- Regentenstraße 160
- Regentenstraße 164
- Regentenstraße 166
- Regentenstraße 168
- Regentenstraße 171
- Regentenstraße 173
- Regentenstraße 175
- Regentenstraße 202
- Regentenstraße 204
- Regentenstraße 206
- Regentenstraße 210
- Regentenstraße 212
- Regentenstraße 214
- Regentenstraße 216
- Regentenstraße 228